# Unhalfbricking
Az 1969-es Unhalfbricking a Fairport Convention harmadik nagylemeze. A zenekar történetében átmeneti albumnak számít, mely előrevetítette az új zenei irányt: igyekeztek eltávolodni az amerikai hatástól, és inkább a tradicionális angol népdalok felé fordultak.
A felállásban történt változásoknak köszönhetően igazi fordulópont ez az album. Egy év alatt hatalmasat fejlődött a zenekar.
Az album hozta el az együttes számára a helyezést a brit listákon (12. hely), míg az egyetlen kislemez, a Si Tu Dois Partir 21. lett a Brit kislemezlistán. Az album szerepel az 1001 lemez, amit hallanod kell, mielőtt meghalsz című könyvben.

## Az album dalai

### Eredeti kiadás
| 1. | Genesis Hall      | Richard Thompson                                                                          | 3:41 |
| 2. | Si Tu Dois Partir | Bob Dylan                                                                                 | 2:25 |
| 3. | Autopsy           | Sandy Denny                                                                               | 4:27 |
| 4. | A Sailor's Life   | tradicionális; hangszerelte Denny, Thompson, Simon Nicol, Ashley Hutchings, Martin Lamble | 2:38 |

| 1. | Cajun Woman                    | Thompson | 2:45 |
| 2. | Who Knows Where the Time Goes? | Denny    | 5:13 |
| 3. | Percy's Song                   | Dylan    | 6:55 |
| 4. | Million Dollar Bash            | Dylan    | 2:56 |

### Bónuszdalok a CD-kiadáson
|    | Cím                  | Szerző(k)            | Hossz |
| -- | -------------------- | -------------------- | ----- |
| 1. | Dear Landlord        | Dylan                | –     |
| 2. | Ballad of Easy Rider | Dylan, Roger McGuinn | –     |

## Közreműködők
- Sandy Denny – ének, csembaló
- Richard Thompson – elektromos és akusztikus gitár, elektromos cimbalom, akkordeon, orgona, háttérvokál
- Simon Nicol – elektromos és akusztikus gitár, elektromos cimbalom, háttérvokál
- Ashley Hutchings – basszusgitár, háttérvokál
- Martin Lamble – dobok, ütőhangszerek
- Iain Matthews – háttérvokál a Percy's Song dalon
- Dave Swarbrick – hegedű a Si Tu Dois Partir, A Sailor’s Life és Cajun Woman dalokon, mandolin a Million Dollar Bash-en
- Trevor Lucas – triangulum a Si Tu Dois Partir dalon
- Marc Ellington – ének a Million Dollar Bash-en
- Dave Mattacks – dobok a The Ballad Of Easy Rider dalon